# Adimiron Black
Adimiron Black treći je studijski album norveškog black metal-sastava Gehenna. Diskografska kuća Moonfog Productions objavila ga je 8. lipnja 2000.

## Popis pjesama
Tekstovi i glazba: Sanrabb, osim gdje je navedeno drugačije. 
| 1.    | »The Killing Kind«          |        |                  | 3:39 |
| 2.    | »Deadlights«                |        |                  | 5:38 |
| 3.    | »Adimiron Black«            |        |                  | 6:18 |
| 4.    | »Seed of Man's Destruction« | Dolgar |                  | 3:56 |
| 5.    | »Devil's Work«              |        |                  | 7:41 |
| 6.    | »Slowly Being Poisoned«     | Dolgar |                  | 4:01 |
| 7.    | »Eater of the Dead«         |        | Sanrabb, Sarcana | 4:58 |
| 36:11 |                             |        |                  |      |

## Zasluge
Gehenna
- Sanrabb – gitara, vokal
- Dolgar – vokal, gitara
- E.N. Death – bas-gitara
- Damien – klavijature
- Blod – bubnjevi

Dodatni glazbenici
- Sarcana – klavijature (na pjesmama "Adimiron Black" i "Eater of the Dead")

Ostalo osoblje
- Terje Refsnes – produkcija, inženjer zvuka
- A. Griffin – fotografije, dizajn, ilustracija
- Frode Slotnes – tipografija
- Peter Hegre – naslovnica, fotografije